# Мраморац
Мраморац је насеље у Србији у општини Смедеревска Паланка у Подунавском округу. Према попису из 2022. има 431 становника (према попису из 2011. било је 553 становника).

## Историја
Место се налази југозападно од Паланке. Не може се тачно утврдити када је ово насеље основано. Помиње се у арачким списковима и имало је 1818. г. 25, а 1822. г. 29 кућа. Године 1846. село је имало 45 кућа, а по попису из 1921. године. Мраморац је имао 174 куће са 935 становника.
Село је раније било у Селишту, у долини Јасенице, где она прима Драгонешки Поток. Како су имања била далеко, а нарочито трла, која су била под Самарићем, почели су се пресељавати на данашње место.
Најстарије су породице: Кузмићи (данас разним презименима), Михаловићи, Вујићићи, Нешићи, Јовановићи, и Симићи.. (подаци крајем 1921. године).

## Демографија
У насељу Мраморац живи 517 пунолетних становника, а просечна старост становништва износи 45,2 година (43,8 код мушкараца и 46,7 код жена). У насељу има 179 домаћинстава, а просечан број чланова по домаћинству је 3,42.
Ово насеље је великим делом насељено Србима (према попису из 2002. године), а у последња три пописа, примећен је пад у броју становника.
|  |

| Демографија | Демографија | Демографија |
| Година      | Становника  | Становника  |
| ----------- | ----------- | ----------- |
| 1948.       | 1.126       |             |
| 1953.       | 1.144       |             |
| 1961.       | 1.036       |             |
| 1971.       | 920         |             |
| 1981.       | 829         |             |
| 1991.       | 745         | 706         |
| 2002.       | 613         | 677         |
| 2011.       | 553         |             |
| 2022.       | 431         |             |

| Етнички састав према попису из 2002.‍ | Етнички састав према попису из 2002.‍ | Етнички састав према попису из 2002.‍ | Етнички састав према попису из 2002.‍ | Етнички састав према попису из 2002.‍ |
| ------------------------------------ | ------------------------------------ | ------------------------------------ | ------------------------------------ | ------------------------------------ |
|                                      |                                      |                                      |                                      |                                      |
| Срби                                 | Срби                                 |                                      | 609                                  | 99,34%                               |
| Бугари                               | Бугари                               |                                      | 2                                    | 0,32%                                |
| Мађари                               | Мађари                               |                                      | 1                                    | 0,16%                                |
| непознато                            | непознато                            |                                      | 1                                    | 0,16%                                |

| Година пописа     | 1948. | 1953. | 1961. | 1971. | 1981. | 1991. | 2002. |
| ----------------- | ----- | ----- | ----- | ----- | ----- | ----- | ----- |
| Број домаћинстава | 233   | 241   | 225   | 225   | 206   | 192   | 179   |

| Број чланова      | 1  | 2  | 3  | 4  | 5  | 6  | 7 | 8 | 9 | 10 и више | Просек |
| ----------------- | -- | -- | -- | -- | -- | -- | - | - | - | --------- | ------ |
| Број домаћинстава | 42 | 35 | 20 | 22 | 24 | 27 | 6 | 1 | 0 | 2         | 3,42   |

| Пол    | Укупно | Неожењен/Неудата | Ожењен/Удата | Удовац/Удовица | Разведен/Разведена | Непознато |
| ------ | ------ | ---------------- | ------------ | -------------- | ------------------ | --------- |
| Мушки  | 267    | 65               | 172          | 19             | 11                 | 0         |
| Женски | 268    | 29               | 173          | 59             | 7                  | 0         |
| УКУПНО | 535    | 94               | 345          | 78             | 18                 | 0         |

| Пол    | Укупно                    | Пољопривреда, лов и шумарство | Рибарство                            | Вађење руде и камена | Прерађивачка индустрија       |
| ------ | ------------------------- | ----------------------------- | ------------------------------------ | -------------------- | ----------------------------- |
| Мушки  | 170                       | 124                           | 0                                    | 0                    | 17                            |
| Женски | 97                        | 79                            | 0                                    | 0                    | 4                             |
| УКУПНО | 267                       | 203                           | 0                                    | 0                    | 21                            |
| Пол    | Производња и снабдевање   | Грађевинарство                | Трговина                             | Хотели и ресторани   | Саобраћај, складиштење и везе |
| Мушки  | 1                         | 12                            | 2                                    | 1                    | 1                             |
| Женски | 0                         | 1                             | 5                                    | 1                    | 0                             |
| УКУПНО | 1                         | 13                            | 7                                    | 2                    | 1                             |
| Пол    | Финансијско посредовање   | Некретнине                    | Државна управа и одбрана             | Образовање           | Здравствени и социјални рад   |
| Мушки  | 0                         | 0                             | 3                                    | 1                    | 2                             |
| Женски | 0                         | 0                             | 1                                    | 1                    | 3                             |
| УКУПНО | 0                         | 0                             | 4                                    | 2                    | 5                             |
| Пол    | Остале услужне активности | Приватна домаћинства          | Екстериторијалне организације и тела | Непознато            | Непознато                     |
| Мушки  | 4                         | 0                             | 0                                    | 2                    | 2                             |
| Женски | 1                         | 0                             | 0                                    | 1                    | 1                             |
| УКУПНО | 5                         | 0                             | 0                                    | 3                    | 3                             |